# 渗出物
渗出物（exudate）或渗出液，是指生物体通过毛孔或伤口排出的液体；排出液體的过程，称为渗出（exudation，exuding）。
植物界的滲出物有天然油树脂、香膏以及胶性油树脂。
动物界的渗出液是炎症时渗出所形成的物质。人类是由于血管壁通透性升高或淋巴系统病变等原因，液体从血管内渗出到间质、体腔或体表。渗出液含有较多的蛋白质和细胞成分，肉眼见混浊，一般能自凝。